# Santobius
Genre
Synonymes
- Mesoceras Sørensen, 1886 nec Barrande, 1877
- Mesoceratula Roewer, 1949
- Ibantila Šilhavý, 1969

Santobius est un genre d'opilions laniatores de la famille des Podoctidae.

## Distribution
Les espèces de ce genre se rencontrent au Vanuatu, en Nouvelle-Calédonie et aux Fidji. Santobius cubanus a été introduite à Cuba.

## Liste des espèces
Selon World Catalogue of Opiliones (06/07/2021) :
- Santobius annulipes (Sørensen, 1886)
- Santobius cubanus (Šilhavý, 1969)
- Santobius spinigerus (Sørensen, 1886)
- Santobius spinitarsus Roewer, 1949

## Publication originale
- Roewer, 1949 : « Über Phalangodidae II. Weitere Weberknechte XIV. » Senckenbergiana, vol. 30, p. 247–289.